# Sphingonotus caerulistriatus
Sphingonotus caerulistriatus är en insektsart som beskrevs av Zheng, Z. och G. Ren 2007. Sphingonotus caerulistriatus ingår i släktet Sphingonotus och familjen gräshoppor. Inga underarter finns listade i Catalogue of Life.